# Three Stars
〈Three Stars〉는 1959년 토미 디가 작곡한 노래이다. 그해 초에 버디 홀리, 리치 밸런스, J. P. 리처드슨(빅 보퍼)가 비행기 사고로 사망한 사건을 기리는 내용이다. 토미 디와 캐롤 케이가 녹음하여 1959년 4월 5일에 크레스트 레코드를 통하여 발표하였다. 사고로 사망한 3명의 음악인들을 3개의 별에 빗대고 있다.
같은 해 에디 코크런이 녹음하였다. 그러나 코크런반은 1966년 영국에서 싱글로 발표되기 전까지 발표되지 못했다. 미국에서는 《Legendary Masters Series》를 통해 첫 선을 보였다. 코크런은 이 노래의 녹음에서 흐느끼고 있으며 이는 두 번째 절에서 두드러진다.

## 그 밖의 버전
〈Three Stars〉는 아래의 음악인들에 의해 커버되었다.
- 루비 라이트(1959)
- 보니 오웬과 토미 디(1963, 호크셔 호킨스, 카우보이 코파스, 팻시 클라인에 대한 트리뷰트.)
- 쇼와디와디(1975)
- 팔머 바이올렛(2013)